# 46719 Plantade
46719 Plantade è un asteroide della fascia principale. Scoperto nel 1997, presenta un'orbita caratterizzata da un semiasse maggiore pari a 2,7409975 UA e da un'eccentricità di 0,1189225, inclinata di 7,25637° rispetto all'eclittica.